# Гильгильчайские укрепления
Гильгильчайские укрепления (азерб. Gilgilçay səddi) —  оборонительные сооружения на берегу Каспийского моря, которые вместе с Бешбармакскими укреплениями перегораживают Прикаспийскую долину. Эта вторая линия на северных фортификационных сооружениях находилась на расстоянии 23 км к северу от Бешбармакской стены. Общая длина Гильгильчайской (Шабранской) стены, расположенной на южном берегу реки Гильгильчай была около 50 км.
Гильгильчайские укрепления в составе Оборонительных сооружений на берегу Каспия предложены в качестве кандидатов добавления в Список объектов всемирного наследия ЮНЕСКО в Азербайджане.

## Описание
Линия укреплений начинается у берега Каспийского мора и простирается до подножия горы Бабадаг. Пятикилометровый участок стен от бассейна  Гильгильчая до гор выложен из сырцового кирпича. Высота стен в окрестностях села Коланы составляет 5—7 м, а на некоторых участках достигает 7—11 м. Через каждые 30—35 м на стене были возведены бастионы или башни. Начиная от 85-го бастиона линия укреплений сворачивает на юго-запад; здесь стены имеют высоту 30 м с нижней стороны и 15 м с верхней. 88-й бастион, выстроенный из сырцового кирпича, считается концом первой части Гильгильчайских укреплений. В промежутке между 74-м и 88-м бастионами располагалась башня. Укрепления на левой берегу Гильгильчая сохранились относительно лучше. Вторая часть укреплений оканчивается у крепости Чирах-кала, третья часть начинается в 600 м от Чирах-калы и оканчивается у села Текя. К северо-западу от села Чинарлар, на левом берегу реки Шабранчай, расположено городище Галайери. Отсюда начинается четвёртая часть укреплений, которая тянется в направлении села Афурджа. Высота самого большого бастиона составляет 4,7 м, а ширина — 7,2 м. В строительстве бастионов и стен использовались необтёсанные камни.
Основным опорным пунктом в системе Гильгильчайских укреплений являлась Чырах-кала.

## См.также
- Бешбармакские укрепления
- Список объектов всемирного наследия ЮНЕСКО в Азербайджане

## Внешние ссылки
- ВОЕННАЯ ИСТОРИЯ АЗЕРБАЙДЖАНА